# پسته حلب
پسته حلب یا پسته شام، گونه‌ای از پسته است که در عین‌التینه از مناطق حلب در سوریه می‌روید. گفته می‌شود که از ۳۵۰۰ سال پیش از میلاد در این نواحی یافت می‌شده است. شهرهای مورک و تقع از پرورش دهندگان عمده این محصول شمرده می شوند.